# Пілюля
Пілю́ля (лат. pilula, зменшувальна форма від pila — «м'яч», «куля»), також, у ширшому значенні, пігу́лка, піґу́лка (від пол. pigułka — пілюля) — тверда лікарська форма для внутрішнього вживання, у вигляді кульки масою від 0,1 до 0,5 г, виготовлена з однорідної пластичної маси, в яку поміщено лікарські речовини.
Пілюлі масою понад 0,5 г називають болюсами (лат. boli, однина bolus) і застосовують у ветеринарії для лікування великих тварин. Пілюлі масою менш ніж 0,1 г називають гранулами (лат. granulae, однина granula) і використовують у гомеопатії, а також у ветеринарії для лікування дрібних тварин і птахів.

## Історія
До появи таблеток (кінець ХІХ ст.) це були основні дозовані ліки для внутрішнього вживання. Широкий промисловий випуск таблеток, драже і капсул витіснив цю лікарську форму. Нині пілюлі можуть бути прописані, коли треба призначити індивідуальне дозування, коли потрібна комбінація нестабільних лікарських речовин, коли не налагоджено промислового виробництва ліків.
До складу пілюль входять лікарські та формотворні (лат. massa pilularum — пілюльна маса) речовини. Як формотворні використовують борошно, воду, білу глину, крохмаль, гліцерин, порошок кореня солодки або алтеї тощо.
Найдавніші відомі пілюлі виготовлено з карбонатів цинку — гідроцинкіту та смітсоніту й призначено для лікування хвороб ока. Ці медичні засоби знайдено на давньоримському кораблі, що затонув біля західного узбережжя нинішньої Італії у 140 році до н. е..